# Al-Shabab Football Club
Maillots
Actualités
Le Al-Shabab Football Club (en arabe : نادي الشباب السعودي), plus couramment abrégé en Al-Shabab, est un club de football saoudien de football fondé en 1947 et basé à Riyad, la capitale du pays

## Palmarès
| Compétitions nationales | Compétitions internationales |
| --- | --- |
| - Championnat d'Arabie saoudite (6) : - Champion : 1990-1991, 1991-1992, 1992-1993, 2003-2004, 2005-2006 et 2011-2012. - Vice-champion : 1981-1982, 1984-1985, 1988-1989, 1997-1998 et 2004-2005. - Championnat d'Arabie saoudite de deuxième division (1) : - Champion : 1978-1979. - Coupe d'Arabie saoudite (3) : - Vainqueur : 1992-1993, 1995-1996, 1998-1999. - Finaliste : 1991-1992, 1993-1994, 1999-2000 et 2008-2009. - Coupe du Roi des champions d'Arabie saoudite (3) : - Vainqueur : 2008, 2009 et 2014. - Finaliste : 2013. - Coupe de la Fédération d'Arabie saoudite (4) : - Vainqueur : 1987-1988, 1988-1989, 2008-2009 et 2009-2010. - Finaliste : 1998-1999 et 1999-2000. - Supercoupe d'Arabie saoudite (1) : - Vainqueur : 2014. | - Ligue des champions de l'AFC : - Finaliste : 1992-1993. - Coupe d'Asie des vainqueurs de coupe (1) : - Vainqueur : 2000-2001 - Supercoupe d'Asie : - Finaliste : 2001. - Ligue des champions arabes (2) : - Vainqueur : 1992 et 1999. - Finaliste : 1998. - Coupe arabe des vainqueurs de coupe : - Finaliste : 1994 et 1997. - Supercoupe arabe (2) : - Vainqueur : 1996 et 2001. - Coupe du Golfe des clubs champions (2) : - Vainqueur : 1993 et 1994. |

## Personnalités du club

### Entraîneurs du club
- Jean Fernandez
- Humberto Coelho
- Enzo Trossero
- Luiz Felipe Scolari
- Michel Preud'homme
- Fethi Jebel
- Marius Șumudică
- Vítor Pereira[2]